# Ambispektive Studie
Bei einer ambispektiven Studie bzw. ambispektiven Kohortenstudie handelt es sich um eine besondere Form einer Beobachtungsstudie aus der klinischen Forschung. Sie verbindet sowohl Aspekte einer retrospektiven als auch prospektiven Studie. So werden zum Zeitpunkt der Beobachtung Daten bidirektional (Vergangenheit und für die Zukunft) ausgewertet.